# Palpita illibalis
Palpita illibalis là một loài bướm đêm trong họ Crambidae.